# Château de la Villeneuve
Pour les articles homonymes, voir Château de la Villeneuve (Lanmodez) et Château de la Villeneuve (Pontivy).
Le château de la Villeneuve est situé sur la commune de La Genête en Saône-et-Loire, en terrain plat.

## Description
Au XVIIe siècle, il est mentionné un beau pavillon entouré de fossés franchis par un pont-levis et un pont dormant.
Seul subsiste, le long du flanc sud de la terrasse carrée qui portait la maison forte, un bâtiment de plan rectangulaire allongé, couvert d'un toit à deux versants, flanqué à son extrémité ouest d'un pavillon en légère avancée sur ses deux façades, couvert d'un toit à croupes. Il comprend un sous-sol, un rez-de-chaussée surélevé, un étage carré, un demi-étage et vers la cour, un étage de comble éclairé par des lucarnes à croupes débordantes. Bâti en briques et pierres recouvertes d'un crépi ocre et percé de grandes baies, il paraît dater du XVIIe siècle. L'une des pièces est décorées de boiseries peintes du XVIe siècle, provenant d'un hôtel de Valence.
Un pigeonnier carré dans l'angle nord-est de la cour et une grange en appareil à pans de bois hourdé de brique sous un vaste toit à croupes complètent l'ensemble.
Les fossés sont comblés.
Le château, propriété privée, ne se visite pas.

## Historique
- XIVe siècle : la terre est dotée d'une maison forte.

Armes des Seyssel.

- 1366 : le fief est la propriété des Saint-Trivier.
- 1503 : il passe à Gabriel de Seyssel, baron d'Aix.
- milieu du XVIe siècle : la seigneurie échoit à la branche cadette de Seyssel-La Chambre.
- 1640 : la terre est confisquée sur Jean Bouchin, conseiller au bailliage et chancellerie de Beaune, au profit de Jacques Bretagne.
- 1680 : par mariage avec Marie-Bernarde Bretagne, le domaine passe à Nicolas Deschamps, seigneur de Riel-Dessus dont les descendants possèderont toujours le château à la veille de la Révolution.
- XXe siècle : propriété des Mlles J. Mayer et Y. Lamberet.

### Armoiries
- Deschamps : D'azur à trois chardons d'or